# Скот (окръг, Мисисипи)
Вижте пояснителната страница за други значения на Скот.
Окръг Скот (на английски: Scott County) е окръг в щата Мисисипи, Съединени американски щати. Площта му е 1580 km², а населението - 28 423 души (2000). Административен център е град Форест.
Основан е през 1833, като е кръстен на тогавашния губернатор на Мисисипи Ейбрам М. Скот (губернатор от 1832 до 1833). 